# Uraí
Uraí är en kommun i Brasilien. Den ligger i delstaten Paraná, i den södra delen av landet, 900 km söder om huvudstaden Brasília. Antalet invånare är 11 472.
Omgivningarna runt Uraí är en mosaik av jordbruksmark och naturlig växtlighet. Runt Uraí är det ganska glesbefolkat, med 34 invånare per kvadratkilometer.